# 호열자 (영화)
"호열자"는 한국에서 제작된 김수용 감독의 1920년 영화이다. 취성좌 등이 주연으로 출연하였다.

## 출연

### 주연
- 취성좌
- 하지만
- 마호정